# 2MASS J00502444-1538184
2MASS J00502444-1538184 ist ein L1-Zwerg im Sternbild Walfisch. Seine Position verschiebt sich aufgrund seiner Eigenbewegung jährlich um 0,674 Bogensekunden. Das Objekt wurde 2005 von Deacon, Hambly, & Cooke entdeckt.